# Red Faction
Red Faction è un videogioco uscito nel 2001, sviluppato da Volition, Inc. e distribuito da THQ. Si tratta di uno sparatutto in prima persona a tema fantascientifico, ambientato su Marte nel XXI secolo. Il gioco ha tre seguiti: Red Faction II, Red Faction: Guerrilla e Red Faction: Armageddon.

## Trama
In un prossimo futuro l'umanità ha colonizzato Marte, per recuperare minerali ormai terminati sulla Terra. La Ultor Corporation è la compagnia principale, ed è tristemente conosciuta per le fatiscenti condizioni cui costringe i propri lavoratori; contemporaneamente si sviluppa una terribile epidemia che, insieme all'esasperazione dei minatori, fa scoppiare una rivolta. Noi controlleremo un neo-minatore chiamato Parker, che si trova suo malgrado coinvolto con gli accadimenti.

## Modalità di gioco
Una delle caratteristiche più innovative del gioco è quella derivata dal suo motore grafico, chiamato GeoMod Engine. Questo permette di alterare (grazie a esplosivi o lanciarazzi) il terreno o parti di costruzioni, dando così la possibilità al giocatore di creare tunnel e scorciatoie. Tuttavia nella modalità giocatore singolo la caratteristica è poco utilizzata, e relegata a limitate sezioni dei livelli; nelle modalità multiplayer è invece più sfruttata.

## Red FactioneDescent 4
Descent 4 doveva essere un gioco della serie Descent in fase di sviluppo da parte dei Volition, in particolare doveva essere un prequel del primo titolo. Il gioco è stato in seguito annullato, ma parte delle tecnologia (e anche della trama) è stata "riciclata" e incorporata in Red Faction.

## Accoglienza
La rivista Play Generation classificò la serie come una delle quattro migliori saghe ambientate nello spazio. La stessa testata trovò Parker come il quarto ceffo più rivoluzionario dei videogiochi usciti su PlayStation 2.